# Willstätt

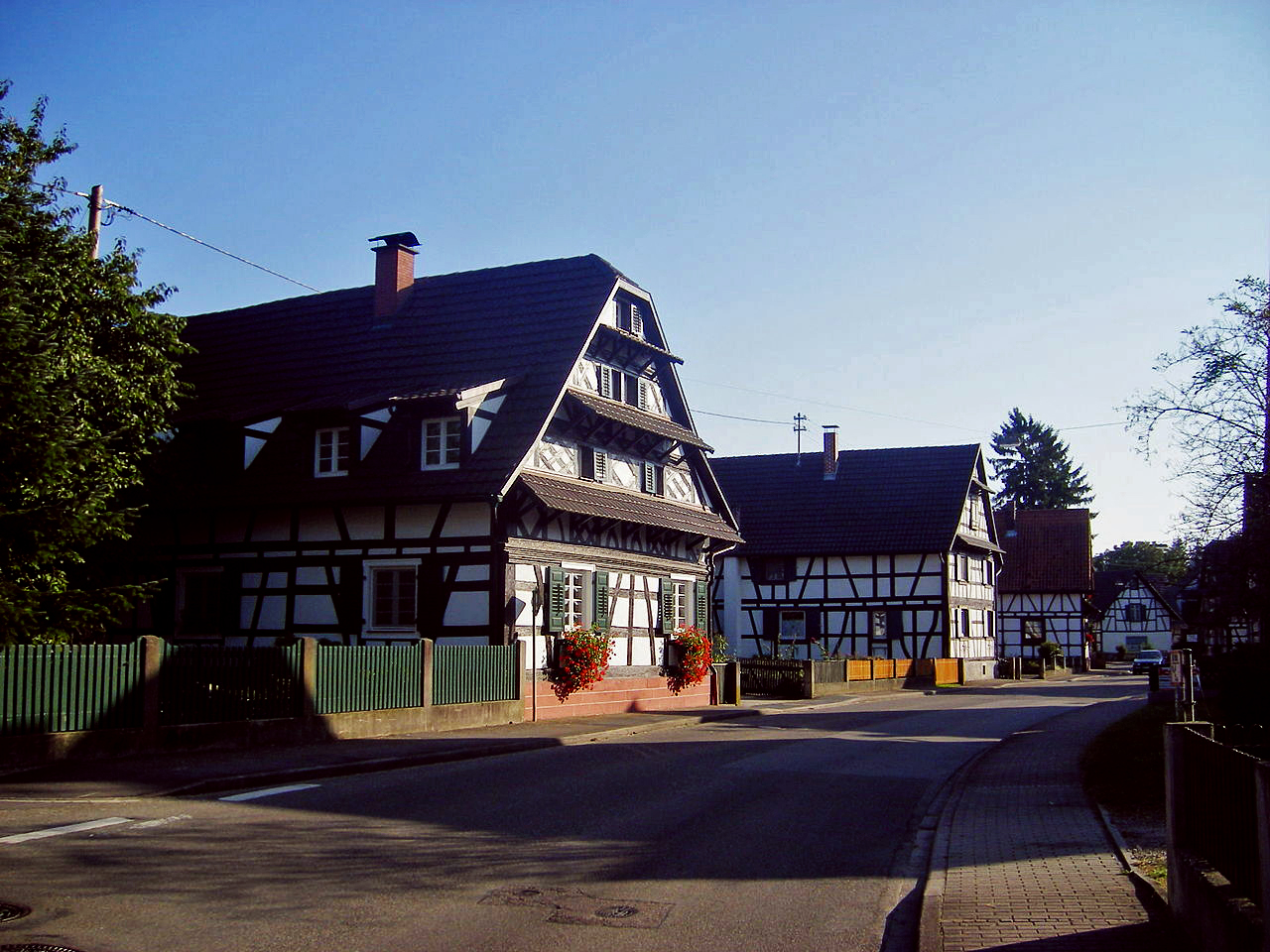
Straße im Ortsteil Eckartsweier

Willstätt ist eine Gemeinde im Nordwesten des Ortenaukreises in Baden-Württemberg.

## Geographie

### Geographische Lage
Willstätt liegt in 139 bis 146 Meter Höhe in der Oberrheinischen Tiefebene im Bereich der angeschwemmten Aufschüttungen von Kinzig und Schutter. Ein System von Abzugsgräben sorgt für die Entwässerung der überschwemmungsgefährdeten Ebene und der feuchten Böden. Die benachbarte Niederterrasse des Rheins weist dagegen trockene Böden, Kies und Sand auf. Das Gemeindegebiet hat Anteil an dem nur 20 ha großen Naturschutzgebiet Sundheimer Grund.
Willstätt liegt rund zehn Kilometer nordwestlich von Offenburg und rund zwölf Kilometer östlich des Stadtzentrums von Straßburg.

### Nachbargemeinden
Die Gemeinde grenzt im Osten an Appenweier, im Süden an die Kreisstadt Offenburg, im Westen und Norden an die Stadt Kehl.

### Gemeindegliederung
Die Gemeinde besteht aus den Ortsteilen Eckartsweier, Hesselhurst, Legelshurst (einschließlich Bolshurst und Hiltrachtshofen), Sand und Willstätt. Die Ortsteile sind räumlich identisch mit den früheren Gemeinden gleichen Namens. Die offizielle Benennung der Ortsteile erfolgt durch vorangestellten Namen der Gemeinde und durch Bindestrich verbunden nachgestellt der Name des jeweiligen Ortsteils. Die Ortsteile bilden zugleich Ortschaften im Sinne der baden-württembergischen Gemeindeordnung mit jeweils eigenem Ortschaftsrat und Ortsvorsteher als dessen Vorsitzender. In den Ortschaften befinden sich örtliche Verwaltungsstellen unter der Bezeichnung „Ortsverwaltung“.
Zum Ortsteil Eckartsweier gehören das Dorf Eckartsweier und das Gehöft Dachshurst. Zum Ortsteil Hesselhurst gehört das Dorf Hesselhurst. Zum Ortsteil Legelshurst gehören das Dorf Legelshurst und der Wohnplatz Bahnstation Legelshurst. Zum Ortsteil Sand gehören die Dörfer Sand und Neusand. Zum Ortsteil Willstätt gehören das Dorf Willstätt und Hof und Haus Ziegelhütten.
Im Gemeindegebiet liegen zahlreiche abgegangene und aufgegangene Ortschaften: Hörderhof, Niederweiler, Otericheshǒwe und Wolfshül (im Ortsteil Eckartsweier), Altenburg (im Ortsteil Hesselhurst), Hilzershofen, Hofhurst, Schönhurst, Sitzenhofen und Wesenrode sowie der in Legelshurst aufgegangene Ort Bolzhurst, Ahabruch, Eichach oder Eichhof, Grebern, Hohenrode, Mehof und Schweighausen (im Ortsteil Sand), Binzenburg, Kaestel und Roppenhofen (im Ortsteil Willstätt).

## Geschichte

### Mittelalter
Die älteste erhaltene Erwähnung von Willstätt stammt von 1232. Willstätt war ein Lehen des Bischofs von Straßburg an die Herren von Lichtenberg. Die Erstbelehnung erfolgte 1274. Um 1330 kam es zu einer ersten Landesteilung zwischen Johann II. von Lichtenberg, aus der älteren Linie des Hauses, und Ludwig III. von Lichtenberg. Dabei fiel Willstätt in den Teil des Besitzes, der künftig von der älteren Linie verwaltet wurde. Es war Sitz der Verwaltung des gleichnamigen Amtes, das im Zuge der Landesteilung entstand und zu dem auch der Ort selbst gehörte. Die Lichtenberger unterhielten in Willstätt zeitweise eine Residenz. Siehe auch Wasserschloss Willstätt
Als 1480 mit Jakob von Lichtenberg das letzte männliche Mitglied des Hauses verstarb, ging das Erbe auf seine beiden Nichten, Anna von Lichtenberg (* 1442; † 1474) und Elisabeth von Lichtenberg über. Anna hatte 1458 den Grafen Philipp I. den Älteren von Hanau-Babenhausen (* 1417; † 1480) geheiratet, der eine kleine Sekundogenitur aus dem Bestand der Grafschaft Hanau erhalten hatte, um heiraten zu können. Durch die Heirat entstand die Grafschaft Hanau-Lichtenberg. Elisabeth heiratete Simon IV. Wecker von Zweibrücken-Bitsch. Das Lichtenberger Erbe wurde zwischen ihnen geteilt. Das Amt Willstätt wurde dabei zu einem Kondominat zwischen beiden Erben.

### Neuzeit
Unter der Regierung von Graf Philipp III. von Hanau-Lichtenberg kam es zu einer Realteilung der gemeinsamen Kondominate: Das Amt Willstätt kam ganz zur Grafschaft Hanau-Lichtenberg. Im Gegenzug gelangte das Amt Brumath ganz an Zweibrücken-Bitsch. Graf Philipp IV. von Hanau-Lichtenberg (1514–1590) führte nach seinem Regierungsantritt 1538 die Reformation in seiner Grafschaft konsequent durch, die nun lutherisch wurde.
Nach dem Tod des letzten Hanauer Grafen, Johann Reinhard III. 1736, fiel das Erbe – und damit auch das Amt Willstätt – an den Sohn seiner einzigen Tochter, Charlotte von Hanau-Lichtenberg, Landgraf Ludwig (IX.) von Hessen-Darmstadt. Im Zuge der Mediatisierung aufgrund des Reichsdeputationshauptschlusses wurden Amt und Gemeinde Willstätt 1803 dem neu gebildeten Kurfürstentum Baden zugeordnet, wo Willstätt zunächst zum Bezirksamt Kork, ab 1881 dann zum Bezirksamt Kehl und ab 1939 zum Landkreis Kehl gehörte.

### Nach dem Zweiten Weltkrieg
Nach dem Zweiten Weltkrieg entstanden eine Reihe von Neubaugebieten um den historischen Ortskern herum. Als der Landkreis Kehl 1973 im Zuge der Gebietsreform in Baden-Württemberg aufgelöst wurde, kam die Gemeinde zum neu gebildeten Ortenaukreis, erhielt dadurch aber auch Zuwachs durch eine Reihe von Eingemeindungen:
| 1. Dezember 1971: Sand     | 1. Januar 1974: Eckartsweier |
| 1. April 1973: Hesselhurst | 1. Januar 1975: Legelshurst  |

## Demographie
Einwohnerzahlen nach dem jeweiligen Gebietsstand.
| Jahr | Einwohnerzahl |
| ---- | ------------- |
| 1961 | 1.308         |
| 1970 | 1.800         |
| 2022 | 10.064        |

## Politik

### Gemeinderat
Der Gemeinderat in Willstätt besteht aus 18 Mitgliedern und dem Bürgermeister als Vorsitzendem. Der Bürgermeister ist im Gemeinderat stimmberechtigt. Die Kommunalwahl am 9. Juni 2024 führte zu folgendem vorläufigen Endergebnis.
| Parteien und Wählergemeinschaften | Parteien und Wählergemeinschaften           | % 2024 | Sitze 2024 | % 2019 | Sitze 2019 | Kommunalwahl 2024 %50403020100 41,1 %31,0 %n. k. %12,1 %8,8 %6,9 % FWCDUWALSPDNLGrüneGewinne und Verlusteim Vergleich zu 2019 %p 8 6 4 2 0 −2 −4 −6 −8−10−12−14−16−18−20+6,7 %p+3,7 %p−18,9 %p+1,4 %p± 0,0 %p+6,9 %pFWCDUWALSPDNLGrüne |
| FW                                | Freie Wähler                                | 41,1   | 7          | 34,4   | 6          | Kommunalwahl 2024 %50403020100 41,1 %31,0 %n. k. %12,1 %8,8 %6,9 % FWCDUWALSPDNLGrüneGewinne und Verlusteim Vergleich zu 2019 %p 8 6 4 2 0 −2 −4 −6 −8−10−12−14−16−18−20+6,7 %p+3,7 %p−18,9 %p+1,4 %p± 0,0 %p+6,9 %pFWCDUWALSPDNLGrüne |
| CDU                               | Christlich Demokratische Union Deutschlands | 31,0   | 6          | 27,3   | 5          | Kommunalwahl 2024 %50403020100 41,1 %31,0 %n. k. %12,1 %8,8 %6,9 % FWCDUWALSPDNLGrüneGewinne und Verlusteim Vergleich zu 2019 %p 8 6 4 2 0 −2 −4 −6 −8−10−12−14−16−18−20+6,7 %p+3,7 %p−18,9 %p+1,4 %p± 0,0 %p+6,9 %pFWCDUWALSPDNLGrüne |
| SPD                               | Sozialdemokratische Partei Deutschlands     | 12,1   | 2          | 10,7   | 2          | Kommunalwahl 2024 %50403020100 41,1 %31,0 %n. k. %12,1 %8,8 %6,9 % FWCDUWALSPDNLGrüneGewinne und Verlusteim Vergleich zu 2019 %p 8 6 4 2 0 −2 −4 −6 −8−10−12−14−16−18−20+6,7 %p+3,7 %p−18,9 %p+1,4 %p± 0,0 %p+6,9 %pFWCDUWALSPDNLGrüne |
| NL                                | Neue Liste                                  | 8,8    | 2          | 8,8    | 2          | Kommunalwahl 2024 %50403020100 41,1 %31,0 %n. k. %12,1 %8,8 %6,9 % FWCDUWALSPDNLGrüneGewinne und Verlusteim Vergleich zu 2019 %p 8 6 4 2 0 −2 −4 −6 −8−10−12−14−16−18−20+6,7 %p+3,7 %p−18,9 %p+1,4 %p± 0,0 %p+6,9 %pFWCDUWALSPDNLGrüne |
| Grüne                             | Bündnis 90/Die Grünen                       | 6,9    | 1          | –      | –          | Kommunalwahl 2024 %50403020100 41,1 %31,0 %n. k. %12,1 %8,8 %6,9 % FWCDUWALSPDNLGrüneGewinne und Verlusteim Vergleich zu 2019 %p 8 6 4 2 0 −2 −4 −6 −8−10−12−14−16−18−20+6,7 %p+3,7 %p−18,9 %p+1,4 %p± 0,0 %p+6,9 %pFWCDUWALSPDNLGrüne |
| WAL                               | Willstätter Alternative Liste               | –      | –          | 18,9   | 3          | Kommunalwahl 2024 %50403020100 41,1 %31,0 %n. k. %12,1 %8,8 %6,9 % FWCDUWALSPDNLGrüneGewinne und Verlusteim Vergleich zu 2019 %p 8 6 4 2 0 −2 −4 −6 −8−10−12−14−16−18−20+6,7 %p+3,7 %p−18,9 %p+1,4 %p± 0,0 %p+6,9 %pFWCDUWALSPDNLGrüne |
| Gesamt                            | Gesamt                                      | 100    | 18         | 100    | 18         | Kommunalwahl 2024 %50403020100 41,1 %31,0 %n. k. %12,1 %8,8 %6,9 % FWCDUWALSPDNLGrüneGewinne und Verlusteim Vergleich zu 2019 %p 8 6 4 2 0 −2 −4 −6 −8−10−12−14−16−18−20+6,7 %p+3,7 %p−18,9 %p+1,4 %p± 0,0 %p+6,9 %pFWCDUWALSPDNLGrüne |
| Wahlbeteiligung                   | Wahlbeteiligung                             | 56,9 % | 56,9 %     | 53,3 % | 53,3 %     | Kommunalwahl 2024 %50403020100 41,1 %31,0 %n. k. %12,1 %8,8 %6,9 % FWCDUWALSPDNLGrüneGewinne und Verlusteim Vergleich zu 2019 %p 8 6 4 2 0 −2 −4 −6 −8−10−12−14−16−18−20+6,7 %p+3,7 %p−18,9 %p+1,4 %p± 0,0 %p+6,9 %pFWCDUWALSPDNLGrüne |

### Bürgermeister
- 1963–1983: Fritz Fuhri (CDU)
- 1983–2007: Artur Kleinhans (CDU)
- 2007–2018: Marco Steffens (CDU)
- 2019–2024: Christian Huber
- seit 2025: Tobias Polley

### Wappen
Blasonierung: In Rot ein durchgehendes goldenes Leistenkreuz, auf dessen linkem Balken ein linksgewendeter, wachsender silberner Schwan, die beiden rechten und der linke untere Winkel damasziert. Der Schwan verweist auf die Herren von Lichtenberg als frühere Grundherren, die bei ihrem Vollwappen einen Schwanenkopf als Helmzier führten.

### Partnerschaften
In der Gemeinde Willstätt werden folgenden Gemeindepartnerschaften bzw. freundschaftliche Beziehungen gepflegt:
- Medingen (Ottendorf-Okrilla), Sachsen, Deutschland
- Ralbitz, Sachsen, Deutschland

Der Ortsteil Eckartsweier mit:
- Györköny, Komitat Tolna, Ungarn

Der Ortsteil Legelshurst mit:
- Liebling (Rumänien), Banat, Rumänien

Der Ortsteil Sand mit:
- Sand (Bas-Rhin), Elsass

Die Gemeinde Willstätt mit:
- Holtzheim, Elsass

Ein Fahrzeug der Ortenau-S-Bahn trägt den Namen Willstätt.

## Wirtschaft und Infrastruktur

### Verkehr
Willstätt ist durch die Bundesstraße 28 (Kehl–Ulm) und die unmittelbare Nähe zur A 5 an das überregionale Straßennetz angebunden. Zudem zweigt im Ort die Bundesstraße 33 nach Ravensburg von der B 28 ab. Der straßengebundene ÖPNV erfolgt durch Buslinien des Tarifverbundes Ortenau GmbH.
Der Haltepunkt Legelshurst an der Bahnstrecke Appenweier–Strasbourg (Europabahn) ist die einzige Eisenbahnanbindung von Willstätt. Dort verkehren allerdings internationale Verbindungen.
Durch Alltagsrouten aus dem Radnetz Baden-Württemberg ist Willstätt 
- an der Kinzig entlang mit Offenburg,
- über den Ortsteil Sand mit Appenweier und
- über Odelshofen und Kork mit Kehl verbunden.

Durch Willstätt führt der Itinéraire cyclable européen (Europäischer Radwanderweg) Molsheim–Strasbourg–Kehl–Offenburg.

### Ansässige Unternehmen
Das Modeunternehmen Orsay hatte bis 2022 seinen Sitz in Willstätt. Die BASF betrieb von 1966 bis 2004 in Willstätt eine Magnetbandfabrik, in der Speichermedien (Audio- und Videokassetten sowie Medien für die EDV) und Druckplatten/Druckfarben für die Verpackungsindustrie hergestellt wurden. Nach dem Verkauf der BASF Drucksysteme GmbH und mehrmaliger Fusionierung erfolgt die Produktion von Druckplatten und Druckfarben nun unter dem Namen Flint Group Germany GmbH. Der in der Schweiz ansässige Hersteller von Akkumulatoren und Energiespeichern Leclanché SA hat seinen Produktionssitz in Willstätt auf dem ehemaligen BASF-Gelände. Die hiesige Niederlassung des Anlagenbaukonzerns Primetals Technologies liefert Komponenten für Elektrostahlwerke. Die Unternehmensgruppe Hilzinger mit Hauptsitz in Willstätt zählt zu den größten europäischen Fenster- und Türenherstellern. Die Carl Fr. Scheer GmbH + Co. KG ist einer der größten deutschen Importeure und Großhändler von Käsespezialitäten.

### Bildung
In Willstätt gibt es mit der Moscherosch-Schule eine Gemeinschaftsschule sowie jeweils eine Grundschule in Willstätt, Sand, Eckartsweier (Johannes-Beinert-Schule) und Legelshurst (Eichenwaldschule). In Hesselhurst besteht mit der Astrid-Lindgren-Schule ein Sonderpädagogisches Bildungs- und Beratungszentrum mit dem Förderschwerpunkt geistige Entwicklung. Zudem gibt es verschiedene Kindertageseinrichtungen in allen Ortschaften.
Alle weiterführenden Schulen stehen in den umliegenden Städten, vor allem in Kehl, zur Verfügung. Im Ortsteil Eckartsweier ist die Staatlich anerkannte Physiotherapie-Schule Ortenau gGmbH ansässig.

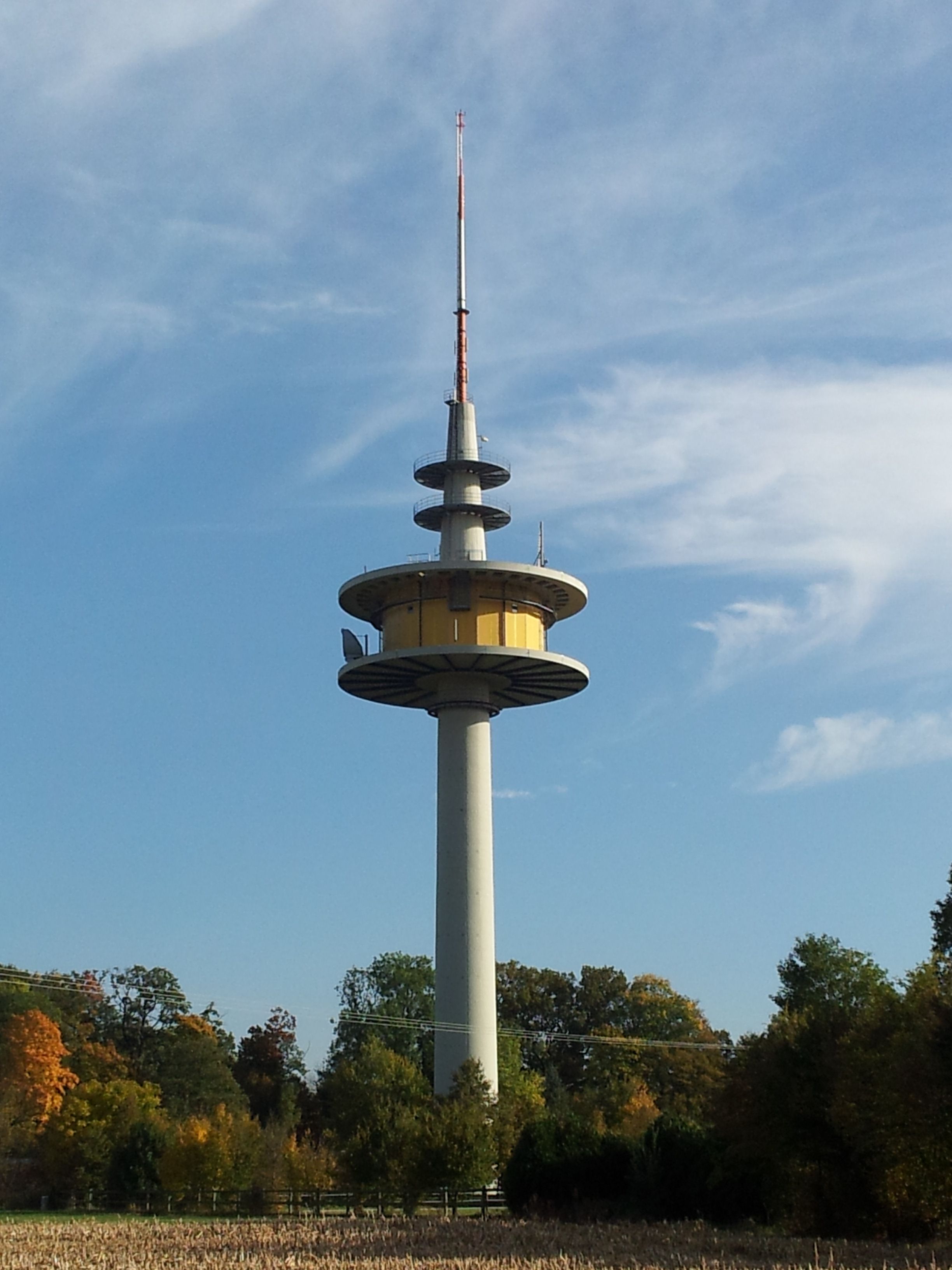
Fernmeldeturm

### Telekommunikation
In der Waldsiedlung (Geographische Koordinaten: 48°33′48″N 7°55′41″O) befindet sich seit 1978 der 108 Meter hohe Fernmeldeturm Willstätt aus Stahlbeton, ein Typenturm vom Typ FMT 11, der Deutschen Telekom AG.

## Bauwerke
Am 16. Mai 1753 wurde der Grundstein für die heutige evangelische Kirche gelegt. Ursprünglich sollte sie bis zum 30. Oktober 1754 fertiggestellt sein, jedoch stürzte an diesem Tag der Turm ein und zerschmetterte das Langhaus zur Hälfte. Grund dafür war eine Sandschicht unter der Kirche. Damit sie trotzdem weitergebaut werden konnte, wurde sie vier Fuß zur Straße hin verschoben; in den Sand wurden 26 Eichenpfähle gesetzt. Am 11. November 1756, dem Martinstag, war dann endlich das Kirchweihfest.
Im Zweiten Weltkrieg wurden vier von sechs Fenstern zerstört, zwei schwer beschädigt. Der Zwiebelturm wurde ebenfalls angegriffen. Kurz nach dem Kriegsende wurde mit großzügiger Unterstützung der Landeskirche mit der inneren und äußeren Renovierung der Kirche begonnen. Im Jahr 1975 wurde diese erneut renoviert.
Im Jahr 1974 begann der Turm erneut sich nach Süden zu neigen. Durch die Rheinregulierung war der Grundwasserspiegel abgesunken und die Eichenpfähle im Fundament des Turmes befanden sich nur manchmal noch im Grundwasser, wodurch sie faulten. Um den Turm zu retten, durften zunächst die Glocken nicht mehr geläutet werden. Dann bohrte eine Spezialfirma Löcher zu den Fundamenten, spülte mit Wasserdruck die zerbröselten Pfähle heraus und füllte die Hohlräume unter hohem Druck mit Spezialbeton. 1979 konnte Entwarnung gegeben werden. Der Turm hatte sich nicht mehr geneigt.

## Sport
Die Männerhandballmannschaft des TV 08 Willstätt spielt derzeit (2021) in der 3. Handballliga. Von 1999 bis 2003 spielte die Mannschaft in der Bundesliga, davon die letzten drei Jahre in einer Spielgemeinschaft mit dem benachbarten TuS Schutterwald. Von 2004 bis 2009 spielte die Mannschaft in der 2. Handball-Bundesliga Süd.
Die Frauenfußballmannschaft des SC Sand spielte von der Saison 2014/15 bis 2021/2022 in der ersten Bundesliga. Zuvor spielte der Verein in der 2. Liga, 1996/97 war der Verein ebenfalls für ein Jahr erstklassig. Diese Leistung konnte auch durch die vielen Nationalspielerinnen verschiedener Nationen erbracht werden. Die größten Erfolge der Vereinsgeschichte waren der zweimalige Finaleinzug in den Jahren 2016 und 2017 ins DFB-Pokal-Finale der Frauen, welches jeweils gegen den VfL Wolfsburg verloren wurde.

## Persönlichkeiten

### Ehrenbürger
- Ernst Wilhelm Jockers (1887–1963) aus Sand, deutsch-amerikanischer Schriftsteller, Germanist und Hochschullehrer
- 1973: Johann Hermann Jockers „Schwanehans“ (1893–1985), Bürgermeister von Sand
- 1985: Fritz Fuhri (1920–2009), langjähriger Bürgermeister von Willstätt und Kreisrat
- 1992: Alfred Hetzel (1921–2006), Bürgermeister und Ortsvorsteher von Eckartsweier
- 2004: Gerhard Fuchs, Unternehmer aus Legelshurst

### Söhne und Töchter der Gemeinde
- Johann Michael Moscherosch (1601–1669), Barockschriftsteller
- Quirinus Moscherosch (1623–1675), Pfarrer und Dichter
- August König (1844–1913), Professor für Bergbau, Chemie, Geologie, Metallurgie und Mineralogie
- Emil Krauss (1870–1936), Jurist und Konsularbeamter
- Johannes Beinert (1877–1916) aus Eckartsweier, Lehrer und Historiker
- Kurt Scheer (1888–1963), Kinderarzt, Klinikleiter
- Heidi Kull (1965–2020), Illustratorin und Filmemacherin

### Mit Willstätt verbunden
- Richard Willstätter (1872–1942) war ein deutscher Chemiker und Hochschullehrer. 1915 erhielt er den Nobelpreis für Chemie. Nach ihm wurde das Willstätter-Gymnasium in Nürnberg benannt. Die Vorfahren stammten ursprünglich aus Willstätt.
- Reinhold Jackstell (1923–2004), Fußballspieler und -trainer, lebte bis zu seinem Tod fast vier Jahrzehnte lang in der Gemeinde.

## Belege
1. ↑  Statistisches Landesamt Baden-Württemberg – Bevölkerung nach Nationalität und Geschlecht am 31. Dezember 2024 (Fortschreibung auf Basis des Zensus 2022) (Hilfe dazu).
2. 1 2 3 4  Willstätt auf Leo BW.
3. ↑  Hauptsatzung der Gemeinde Willstätt vom 23. November 2004 (Memento vom 3. Januar 2014 im Internet Archive)
4. ↑  Das Land Baden-Württemberg. Amtliche Beschreibung nach Kreisen und Gemeinden. Band VI: Regierungsbezirk Freiburg. Kohlhammer, Stuttgart 1982, ISBN 3-17-007174-2. S. 423–427.
5. ↑  Fritz Eyer: Das Territorium der Herren von Lichtenberg 1202–1480…. Band 10, 1985, S. 56, 141.
6. ↑  Fritz Eyer: Das Territorium der Herren von Lichtenberg 1202–1480…. Band 10, 1985, S. 56, 145.
7. ↑  Fritz Eyer: Das Territorium der Herren von Lichtenberg 1202–1480…. Band 10, 1985, S. 78.
8. ↑  Fritz Eyer: Das Territorium der Herren von Lichtenberg 1202–1480…. Band 10, 1985, S. 239.
9. ↑  Mechler, S. 34.
10. ↑  Statistisches Bundesamt (Hrsg.): Historisches Gemeindeverzeichnis für die Bundesrepublik Deutschland. Namens-, Grenz- und Schlüsselnummernänderungen bei Gemeinden, Kreisen und Regierungsbezirken vom 27.5.1970 bis 31.12.1982. W. Kohlhammer, Stuttgart / Mainz 1983, ISBN 3-17-003263-1, S. 496 (Statistische Bibliothek des Bundes und der Länder [PDF; 41,1 MB]).
11. 1 2  Statistisches Bundesamt (Hrsg.): Historisches Gemeindeverzeichnis für die Bundesrepublik Deutschland. Namens-, Grenz- und Schlüsselnummernänderungen bei Gemeinden, Kreisen und Regierungsbezirken vom 27.5.1970 bis 31.12.1982. W. Kohlhammer, Stuttgart / Mainz 1983, ISBN 3-17-003263-1, S. 513 (Statistische Bibliothek des Bundes und der Länder [PDF; 41,1 MB]).
12. ↑  Statistisches Bundesamt (Hrsg.): Historisches Gemeindeverzeichnis für die Bundesrepublik Deutschland. Namens-, Grenz- und Schlüsselnummernänderungen bei Gemeinden, Kreisen und Regierungsbezirken vom 27.5.1970 bis 31.12.1982. W. Kohlhammer, Stuttgart / Mainz 1983, ISBN 3-17-003263-1, S. 514 (Statistische Bibliothek des Bundes und der Länder [PDF; 41,1 MB]).
13. ↑  Das RadNETZ Baden-Württemberg auf www.radroutenplaner-bw.de
14. ↑  bo.de
15. ↑  Homepage der Physiotherapieschule Ortenau.
16. ↑  Kathrin Ellwardt: Lutheraner zwischen Frankreich und dem Reich: Kirchenbauten in den elsässischen Ämtern der Grafschaft Hanau-Lichtenberg unter Johann Reinhard III. und Ludwig IX. In: Neues Magazin für Hanauische Geschichte. 2016, S. 18–59, hier 52 ff.
17. ↑  DFB-Pokalfinale der Frauen 2017 mit großem Fan- und Familienfest. Abgerufen am 2. Oktober 2018.